# Kasteel van Heetvelde

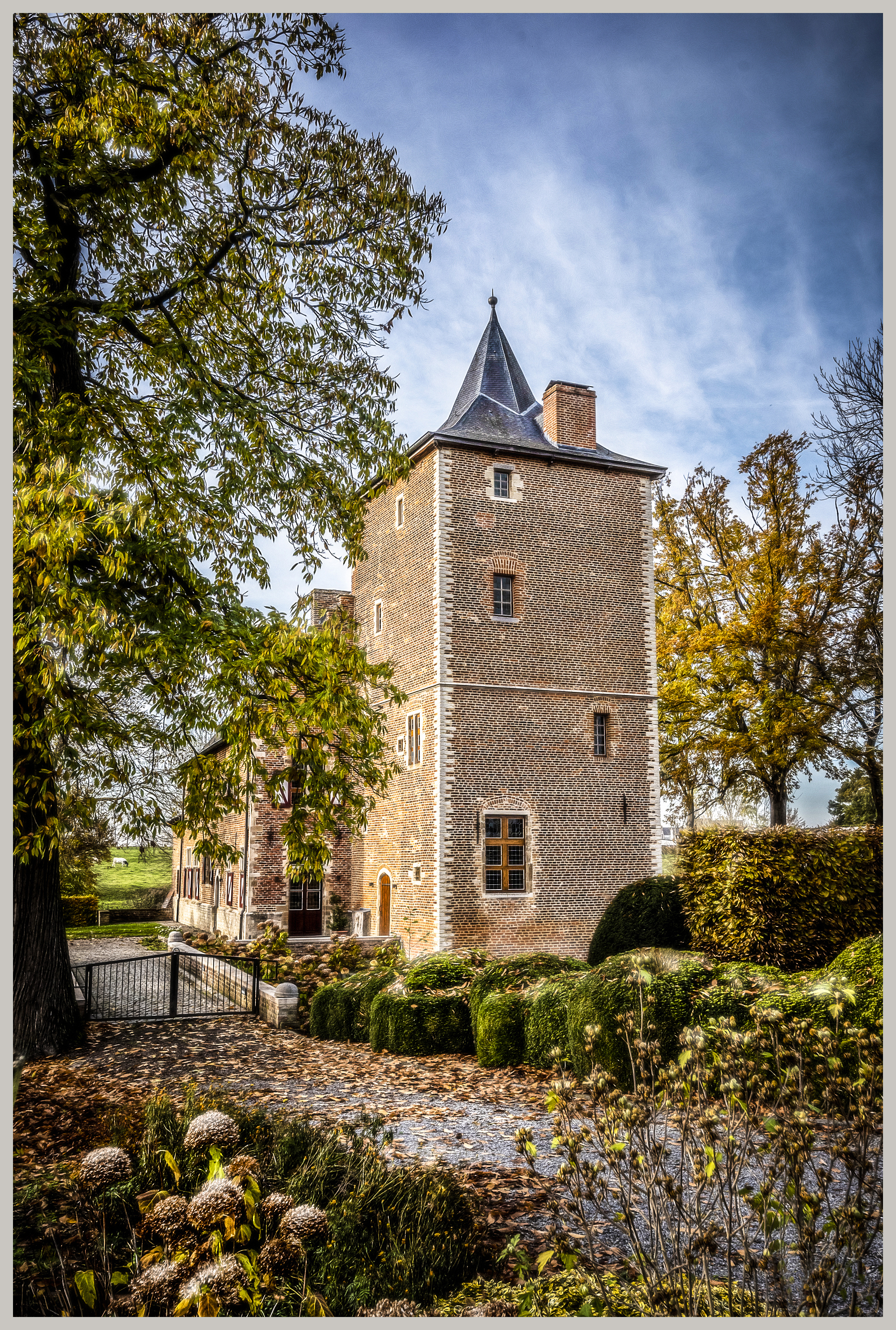
Donjon van het kasteel van Heetvelde in Oetingen

Het Kasteel van Heetvelde, ook gekend als Het Waterkasteeltje of het Kasteel van Oetingen, is een oude waterburcht in Oetingen in de gemeente Pajottegem te Vlaams-Brabant. Het gebouw is erkend als beschermd monument en werd geklasseerd als bouwkundig erfgoed. De omliggende omgeving bezit eveneens erfgoedwaarde en werd beschermd als cultuurhistorisch landschap.
Het kasteel is de voormalige burcht van de heren van Heetvelde. Deze nederzetting had een strategische ligging doordat het op de grens lag van het hertogdom Brabant, graafschap Henegouwen en graafschap Vlaanderen. De schietgaten duiden erop dat het kasteel vroeger ongetwijfeld een defensiefunctie had omdat het gelegen was op de grens van Vlaams-Brabant en Oost-Vlaanderen. Vandaag is het kasteel privé-eigendom en is het niet te bezichtigen.

## Architectuur
De huidige toestand resulteert uit een wederopbouw van een waterburcht in de 17de eeuw, mits overname van oudere elementen, onder meer de donjon uit einde 16de eeuw met geringe aanpassingen in de loop van 18de en 19de eeuw. De hoofdvleugel bestaat uit een hoge vierkante donjon ten oosten, een tweelaagse vleugel van zeven traveeën met uitstekende ronde toren ten noorden, en een lager vierkant gebouwtje of kapel ten westen. 

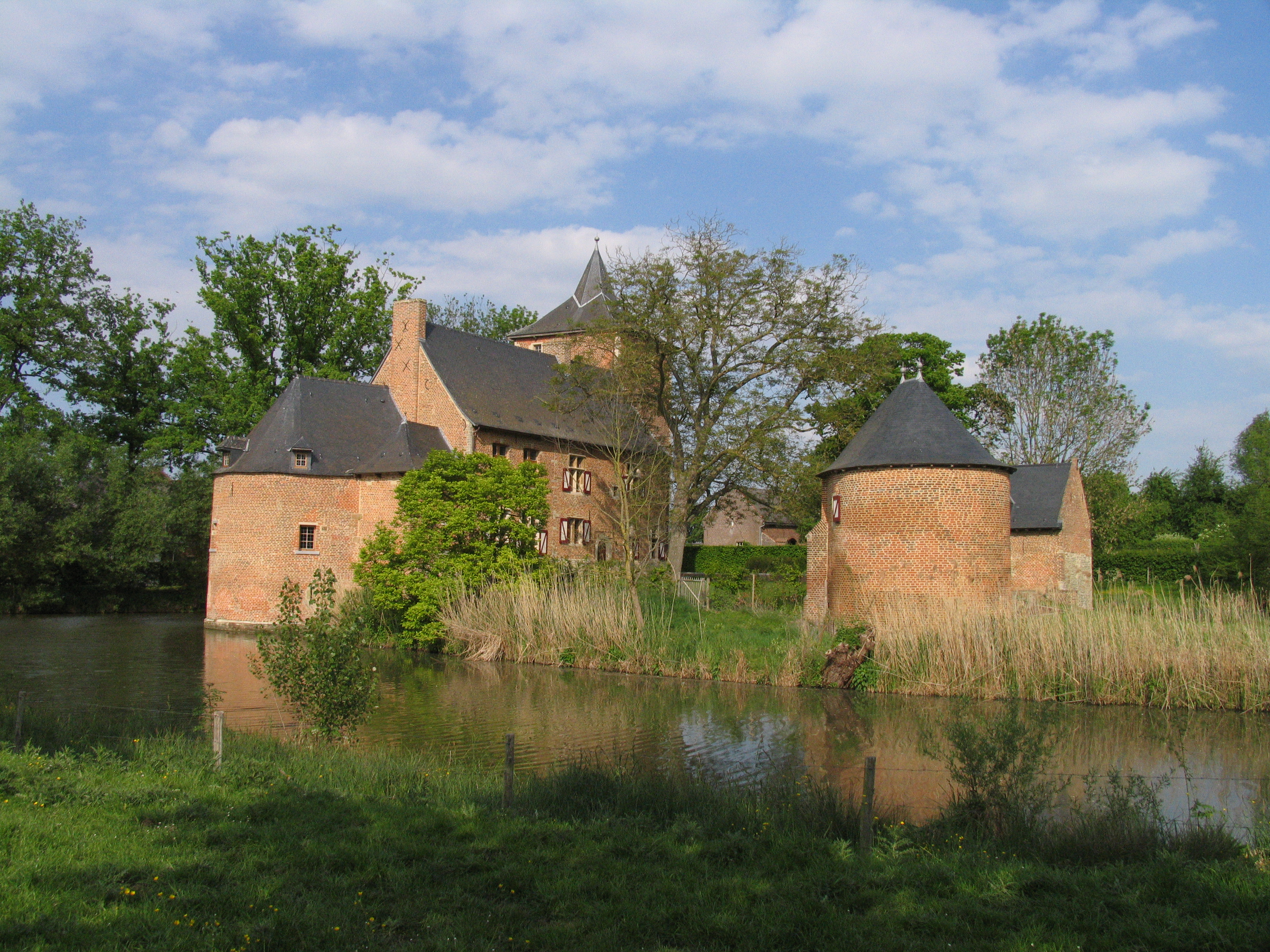
Het kasteel, gezien van de watergracht

Aan de zuidoostelijke zijde wordt de omliggende gracht deels overkoepeld door een bakstenen brug.
De gevelanalyse duidt op meerdere verbouwingen, die echter de oorspronkelijke bak- en zandsteenstijl eerbiedigden.
Sinds 2008 werd het kasteel opnieuw gerestaureerd door het bureau van architect Van Severen.